# Jan Łazarczyk
Jan Łazarczyk (ur. 27 października 1929 w Miechowie zm. 24 marca 2013 w Bytomiu) − generał brygady ludowego WP.
Syn Franciszka i Marii. W latach 1948–1950 podchorąży w Oficerskiej Szkole Artylerii Przeciwlotniczej w Koszalinie. Po ukończeniu szkoły promowany we wrześniu 1950 do stopnia podporucznika i wyznaczony na  dowódcę baterii w 86 Pułku Artylerii Przeciwlotniczej w Legionowie. Później był dowódcą dywizjonu szkolnego w stopniu porucznika, w październiku 1952 został pełniącym obowiązki dowódcy 64 Pułku Artylerii OPL w Warszawie w stopniu kapitana, a od 1953 majora. W 1955, po kursie dowódców i szefów sztabu jednostek artylerii przeciwlotniczej w ZSRR został dowódcą 86 Pułku Artylerii OPL, w 1958 mianowany podpułkownikiem. W latach 1961–1965 studiował w Akademii Sztabu Generalnego WP, po czym został zastępcą szefa artylerii - szefem wydziału szkolenia w Szefostwie Artylerii 3. Korpusu Obrony Powietrznej Kraju we Wrocławiu. Od marca 1968 do lutego 1970 dowódca 26. Brygady Artylerii OPK w Gdyni w stopniu pułkownika, następnie do kwietnia 1971 dowódca 18. Samodzielnego Pułku Artylerii OPK.  Od kwietnia 1971 zastępca dowódcy 1. Dywizji Artylerii OPK im. Powstańców Śląskich w Bytomiu ds. liniowych, a od maja 1972 pełniący obowiązki dowódcy tej dywizji, od października 1973 dowódca dywizji. W październiku 1976 na mocy uchwały Rady Państwa mianowany na stopień generała brygady; nominację wręczył mu w Belwederze I sekretarz KC PZPR Edward Gierek. 12 XII 1980 - 8 XI 1991 szef Wojewódzkiego Sztabu Wojskowego w Katowicach. Na mocy rozkazu personalnego MON z 8 listopada 1991 zwolniony z zawodowej służby wojskowej i 17 stycznia 1992 przeniesiony w stan spoczynku.

## Odznaczenia
- Krzyż Oficerski Orderu Odrodzenia Polski (1983)
- Krzyż Kawalerski Orderu Odrodzenia Polski (1972)
- Złoty Krzyż Zasługi
- Medal 30-lecia Polski Ludowej
- Medal 40-lecia Polski Ludowej
- Złoty Medal „Siły Zbrojne w Służbie Ojczyzny”
- Srebrny Medal Siły Zbrojne w Służbie Ojczyzny
- Złoty Medal „Za zasługi dla obronności kraju”
- Medal „Zasłużony dla Nadwiślańskich Jednostek Wojskowych MSW” (1983)[1]
- Złoty Medal „Za Zasługi w Umacnianiu Przyjaźni PRL-ZSRR” (1987)[2]
- Medal „Za Zasługi dla 1 Dywizji Artylerii OPK im. Powstańców Śląskich”

I inne.